# Pointe d'Areu
La pointe d'Areu est un sommet de la chaîne des Aravis, à 2 478 m d'altitude, dans le département de la Haute-Savoie, en France.
Elle se situe vers la pointe septentrionale du massif, appelée chaîne du Reposoir au-delà du sommet, et domine de près de 2 000 m la vallée de l'Arve. Son sommet est accessible sans difficulté particulière, généralement depuis le hameau de Romme-sur-Cluses, ou éventuellement depuis Le Reposoir.
La pointe d'Areu constitue le plus haut sommet de la commune de Magland.

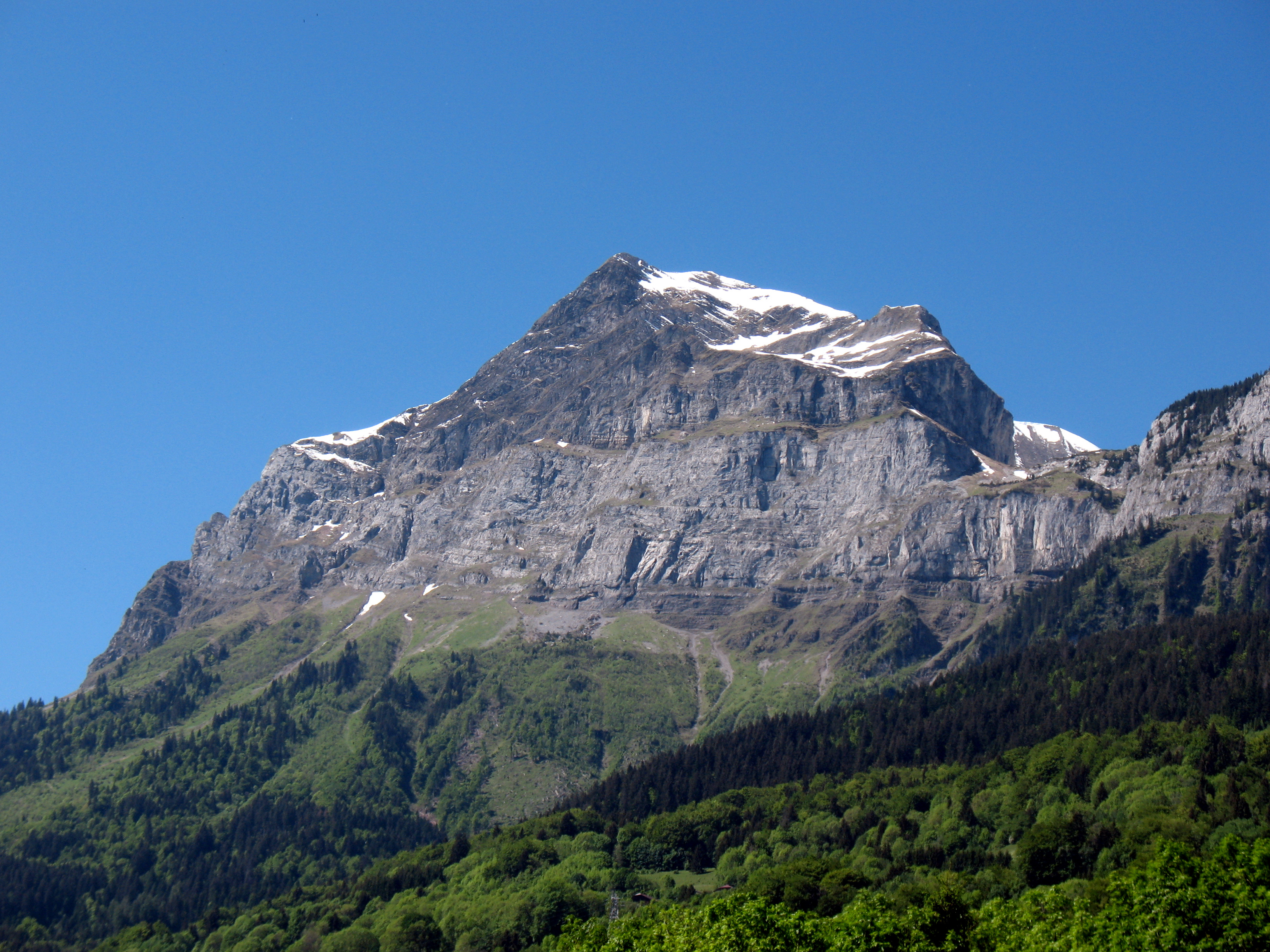
Vue de la pointe d'Areu depuis Magland.